# 아르탁사타

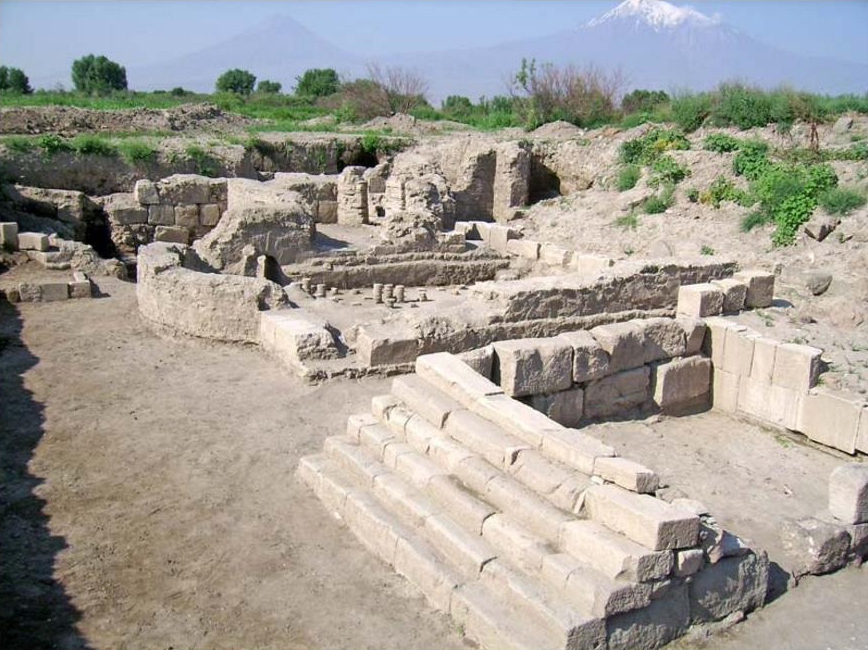
공중 욕장

아르타샤트(아르메니아어: Արտաշատ), 그리스어 음차: 아르탁사타(Ἀρτάξατα) 그리고 아르탁시아사타(Ἀρταξιάσατα),는 고대 아르메니아 왕국의 거대한 상업 도시이자, 수도이다. 도시의 명칭은 이란어군에서 비롯했고 '아르타의 즐거움'을 의미한다 (-샤트 같이 참조). 기원전 176년 아르탁시아스 1세가 건립한 아르탁사타는 기원전 185년부터 서기 120년까지 고대 아르메니아 왕국의 수도 역할을 했으며 '보스탄 하요츠'(Vostan Hayots, 아르메니아인들의 궁정/인장)라는 이름으로도 알려져 있다.

## 역사

### 고대
아르타셰스 1세는 기원전 176년에 옛 행정구역인 아이라라트 내의 보스탄 하요츠라는 곳에 아르타샤트를 건설했는데, 이 지점은 고대 시대에는 메차모르강이 아르크스강과 만나는 지점이며, 코르비랍 위치 인근이다. 이 도시 건국에 대한 이야기는 5세기의 아르메니아인 역사가 코렌의 모세가 전한 것으로, 그는 "아르타셰스가 예라스강과 메차모르강의 합류 지점을 방문하였고 이곳의 구릉 지대 (아라라트산 근처)에 호감을 가졌고, 결국에 그는 그곳을 새로운 도시를 지을 곳으로 택했고, 자신의 이름을 따 붙였다."라고 한다. 그리스 역사가 플루타르코스와 스트라본의 기록에 의하면, 아르타샤트는 카르타고의 장군 한니발의 조언에 따라 선정되고 개발되었다고 한다:
카르타고인 한니발은 안티오코스가 로마군에게 패배한 뒤에 그를 떠나 아르메니아의 아르탁시아스에게 갔고, 그에게 여러 훌륭한 제안과 가르침을 주었다고 전해진다. 예시로, 뛰어난 자연 이점을 지닌 아르메니아의 한 지역이 사용되지 않고 방치되어 있는 것을 본, 그는 그곳에 도시 계획을 세웠으며, 그 뒤에 아르탁시아스 (아르타셰스)를 그 장소로 데려가 건물을 세울 것을 권했다고 한다. 아르메니아 왕은 기뻐하였고, 한니발에게 직접 이 작업을 감독해달라고 청하였는데, 이에 따라 매우 훌륭하고 아름다운 도시가 세워졌으며, 왕의 이름이 붙여지고, 아르메니아의 수도로 선포됐다.
그러나, 오늘날 역사가들은 위에 내용을 입증하는 직접적 증거가 없다고 한다. 일부 사료들에서는 아르타셰스가 옛 우라르투의 취락 잔해에 도시를 지었다고 나타내기도 한다. 스트라본과 플루타르코스는 아르타샤트를 크고 아름다운 도시로 묘사하고 '아르메니아의 카르타고'라 칭했다. 헬레니즘 문화의 중심이라 할 수 있는, 아르메니아 최초의 극장이 이곳에 세워졌다. 코렌의 모세는 추가적으로 아나히트, 아르테미스, 티르 등 신들의 구리 조각상 여럿을 종교 중심지였던 바라간 및 다른 지역에서 이곳으로 가져왔다고 하며, 옛 아르메니아 수도 아르마비르에 있던 유대인들도 이곳으로 거쳐를 옮겼다고 한다.
아르타셰스는 또한 성채 (이후에 코르비랍이라 명명됐으며 계몽자 그레고리오가 아르메니아의 티리다테스 3세에게 구금된 장소로 유명)를 지었고 해자를 포함한 그 외의 요새 시설을 추가로 지었다. 아라크 계곡에 자리잡은 도시의 전략적 위치에 있었던, 아르타샤트는 페르시아와 메소포타미아를 캅카스와 소아시아를 연결하며 얼마 안되어 번잡한 경제 활동과 번성하는 국제 무역의 중심지가 되었다. 아르탁사타의 부는 아르타셰스 1시 집권기에 갑작스럽게 생겨난 여러 욕장, 시장, 작업소, 행정 시설 등으로 가늠할 수 있다. 이곳은 자체적인 금고와 세관을 두기도 했다. 아르타바스데스 2세 재위 (기원전 55년-34년) 때 아르타샤트의 극장이 건설됐다. 아르타셰스 1세 때 지어진, 아르탁사타를 둘러싼 거대한 성벽의 잔해는 이 지역에서 확인할 수 있다.

### 로마 그리고 페르시아와의 전쟁

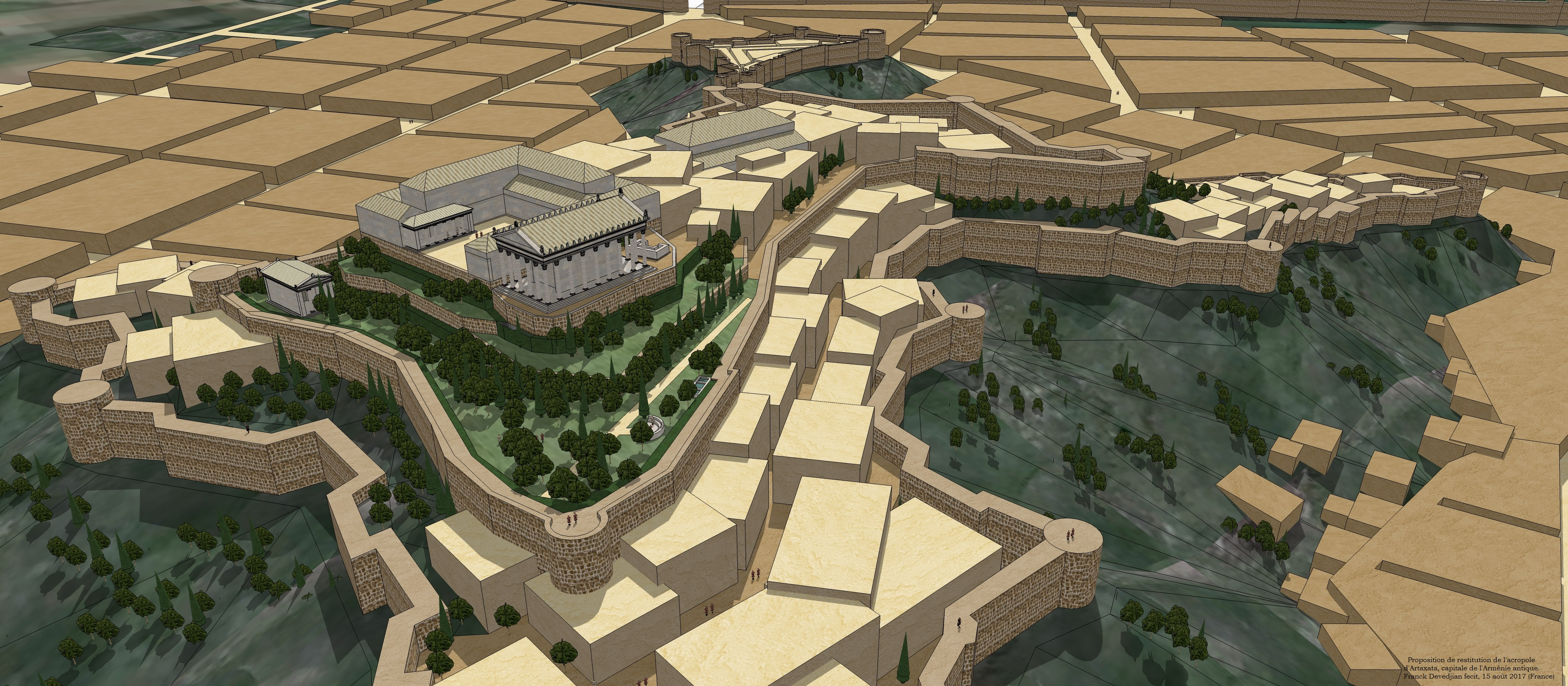
아르탁사타의 아크로폴리스 모형

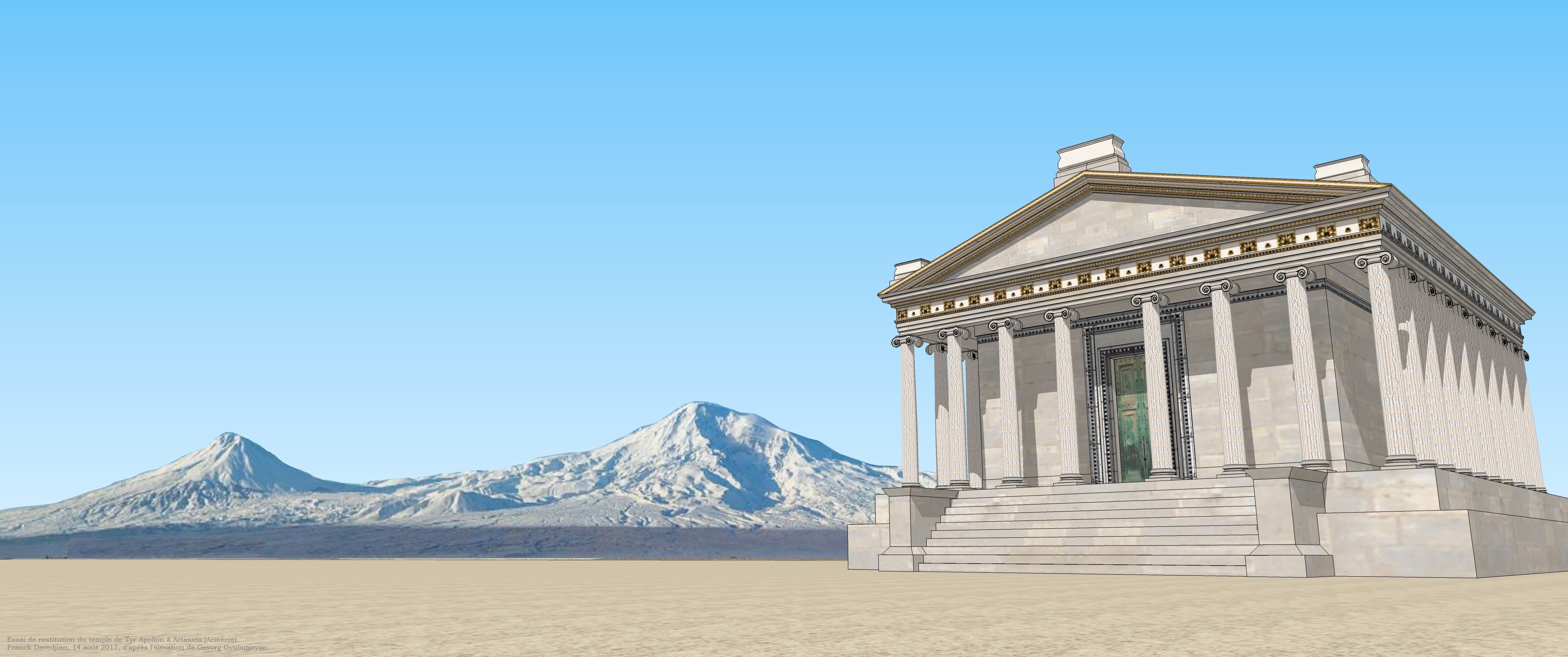
아라스강에 인접한 아르탁사타의 저지대에 위치한 티르 아폴로 신전의 재현

티그라네스 2세 재위 기간, 아르메니아 왕국은 남서쪽의 많은 영토를 점령하며 확장했고, 마참내 지중해에 이르렀다. 아르메니아의 거대한 영토에 비해 아르타샤트가 멀었기에, 티그라네스는 티그라노케르타라는 새로운 수도를 건설했다. 하지만, 69년에 로마의 장군 루쿨루스가 아르메니아를 침공하여, 티그라노케르타 교외 지역에서 티그라네스의 군대를 격퇴시키고, 새로운 수도를 약탈했다. 로마 군대가 아르메니아 왕을 추격하며 북동쪽으로 움직임을 이어가면서, 두 번째 대규모 전투가 벌어지는데, 로마 사료에 따르면, 아르타샤트에서 벌어진 이 전투에서 티그라네스 2세는 다시 한번 패했다고 한다. 아르타샤트는 기원전 60년에 아르메니아 수도로 지위를 되찾았다.
그러나, 이 도시는 다음 두 세기간 주요 군사적 목표가 되었다. 최초이자, 잠시 진행된 로마의 아르메니아 전쟁의 일환으로 로마 장군 그나이우스 도미티우스 코르불로 지휘 하의 카파도키아 군단에 점령되어, 서기 59년에 약탈당하였다. 네로 황제는 티리다테스 1세를 66년에 아르메니아의 왕으로 인정한 뒤, 그에게 5천만 세스테르케스를 보내주고 파괴된 도시를 재건하는 걸 돕기 위해 건축가 및 건설 전문가 들을 파견했다. 아르탁사타는 후원자였던 네로를 기념하며 일시적으로 네로니아라 이름을 바꾸기도 했다.

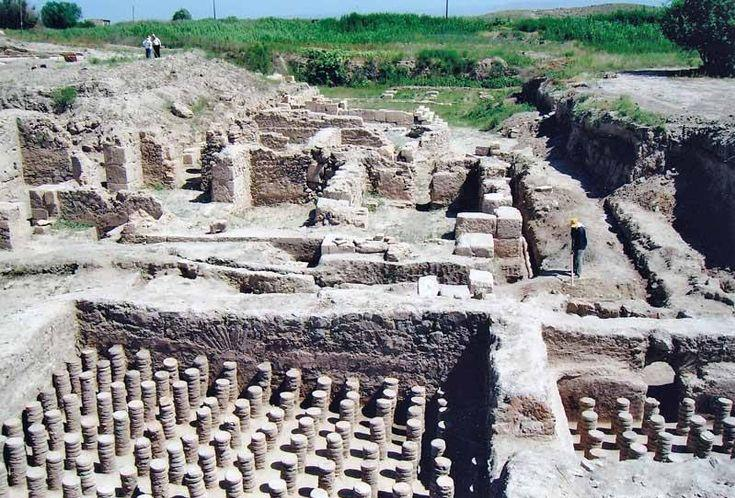

아르타샤트는 볼로가세스 1세I (바그라시 1세) 재위 기간 117/8년–144년에 권력의 중심이 에치미아진으로 이동하던 120년까지 아르메니아의 수도 지위를 유지했다. 그가 죽은 뒤, 스타티우스 프리스쿠스가 이끈 로마군은 아르메니아를 침공하여 서기 162년에 아르타샤트를 파괴했다. 소비에트 시대 이뤄진 고고학 발굴 작업에서 2세기 초 때로 추정되는, 총독의 관저에 새겨진 것으로 보는 트라야누스 황제의 존호 전체를 담고 있는 라틴어 비문이 발견됐다. 아르타샤트는 369년까지 아르메니아의 주요 정치 및 문화적 중심 지위를 유지하다 샤푸르 2세가 이끄는 사산조 페르시아 군대에 완전히 파괴되고 만다.
아바라이르 전투가 일어나기 직전인 449년, 아르탁사타에서 사산조의 왕 야즈데게르드 2세의 위협에 대해 논하러 아르메니아의 기독교도 정치 및 종교 지도자들이 모인 아르타샤트 회의가 이뤄졌다. 그러나, 에치미아진과 이후에 드빈에 수도 수도 지위를 상실한 이곳은 점차 그 중요성이 쇠퇴하였지만, 그럼에도 몇 세기간 주요 도시로서 기능은 유지했다.
마우리키우스 재위 때인 587년에, 아르타샤트와 아르메니아의 대부분은 로마군이 블라라톤 전투에서 사산 페르시아 제국을 제압하면서 로마의 행정권으로 편입되었다.
고대 아르타샤트의 정확한 위치는 1920년대에 확인됐고, 1970년에 발굴 작업이 시작됐다. 유적지는 현대 도시 아르타샤트에서 남쪽  8 킬로미터 (5.0 mi)로, 코르비랍 수도원 근처이다.

### 소련 및 독립 시대
오늘날의 현대 도시 아르타샤트는 아르메니아 소비에트 사회주의 공화국 시절인 1945년에 소련 당국에 의해 고대 도시 북서쪽 8km 지점에 건설됐다. 이곳은 고지 Ghamarlu, 저지 Ghamarlu, Narvezlu 등 세 마을을 합쳐 도심 지위를 부여받았다
소비에트 시대 산업 허브로서 점차 성장했으며, 주로 식품 가공 및 건축 재료 부문이었다.
1995년에, 아르메니아의 새로운 행정 구역법에 따라, 아르타샤트는 신설된 아라라트주의 주도가 되었다.

## 추가 참조 서적
- Dan, Roberto (2019). “Between Urartian and Achaemenid Architectural Traditions: Considerations on the So-Called 'Urartian Wall' of Artašat”. 《Iranica Antiqua》 54: 1–16. doi:10.2143/IA.54.0.3287444.
- Lichtenberger, Achim; Meyer, Cornelius; Schreiber, Torben; Zardaryan, Mkrtich H. (2022). “Magnetic Prospection in the Eastern Lower City of Artashat-Artaxata in the Ararat Plain of Armenia”. 《Electrum》 29: 109–125. doi:10.4467/20800909EL.22.008.15778.